# ماه بري
ماه بري (بالإنجليزية: Mah Pari)‏ هي مستوطنة تقع في قسم اجارود المركزي الريفي في إيران.